# Fútbol en los Juegos del Pacífico Sur 1971
El fútbol fue uno de los deportes que formaron parte de los Juegos del Pacífico Sur 1971. Fueron 6 los seleccionados que se disputaron las 3 medallas, las cuales finalmente se terminarían adjudicando Nueva Caledonia (oro), Nuevas Hébridas (plata) y Tahití (bronce).
En este torneo se dio la mayor goleada en el fútbol internacional, el 30-0 de Tahití sobre las Islas Cook que en 2001 fue superada por el Australia 31 - Samoa Americana 0.

## Participantes
| Equipos participantes | Equipos participantes | Equipos participantes |
| --------------------- | --------------------- | --------------------- |
| Fiyi                  | Islas Cook            | Nueva Caledonia       |
| Nuevas Hébridas       | Papúa Nueva Guinea    | Tahití                |

## Primera ronda

### Grupo 1
| Equipo             | Pts | PJ | PG | PE | PP | GF | GC | Dif |
| ------------------ | --- | -- | -- | -- | -- | -- | -- | --- |
| Tahití             | 3   | 2  | 1  | 1  | 0  | 32 | 2  | 30  |
| Papúa Nueva Guinea | 3   | 2  | 1  | 1  | 0  | 18 | 3  | 15  |
| Islas Cook         | 0   | 2  | 0  | 0  | 2  | 1  | 46 | -45 |

| Fecha            | Lugar              |                    |                               | Resultado |                               |                    |
| ---------------- | ------------------ | ------------------ | ----------------------------- | --------- | ----------------------------- | ------------------ |
| 9 de septiembre  | Polinesia Francesa | Tahití             | Bandera de Polinesia Francesa | 2:2       | Bandera de Papúa Nueva Guinea | Papúa Nueva Guinea |
| 11 de septiembre | Polinesia Francesa | Papúa Nueva Guinea | Bandera de Papúa Nueva Guinea | 16:1      | Bandera de Islas Cook         | Islas Cook         |
| 13 de septiembre | Polinesia Francesa | Tahití             | Bandera de Polinesia Francesa | 30:0      | Bandera de Islas Cook         | Islas Cook         |

### Grupo 2
| Equipo          | Pts | PJ | PG | PE | PP | GF | GC | Dif |
| --------------- | --- | -- | -- | -- | -- | -- | -- | --- |
| Nueva Caledonia | 3   | 2  | 1  | 1  | 0  | 5  | 1  | 4   |
| Nuevas Hébridas | 3   | 2  | 1  | 1  | 0  | 6  | 4  | 2   |
| Fiyi            | 0   | 2  | 0  | 0  | 2  | 5  | 11 | -6  |

| Fecha            | Lugar              |                 |                            | Resultado |                    |                 |
| ---------------- | ------------------ | --------------- | -------------------------- | --------- | ------------------ | --------------- |
| 9 de septiembre  | Polinesia Francesa | Nueva Caledonia | Bandera de Nueva Caledonia | 5:1       | Bandera de Fiyi    | Fiyi            |
| 11 de septiembre | Polinesia Francesa | Fiyi            | Bandera de Fiyi            | 4:6       | Bandera de Francia | Nuevas Hébridas |
| 13 de septiembre | Polinesia Francesa | Nueva Caledonia | Bandera de Nueva Caledonia | 0:0       | Bandera de Francia | Nuevas Hébridas |

## Segunda ronda

### Semifinales
| Fecha            | Lugar              |                 |                               | Resultado |                               |                    |
| ---------------- | ------------------ | --------------- | ----------------------------- | --------- | ----------------------------- | ------------------ |
| 16 de septiembre | Polinesia Francesa | Nueva Caledonia | Bandera de Nueva Caledonia    | 4:0       | Bandera de Papúa Nueva Guinea | Papúa Nueva Guinea |
| 16 de septiembre | Polinesia Francesa | Tahití          | Bandera de Polinesia Francesa | 1:2       | Bandera de Francia            | Nuevas Hébridas    |

### Partido por el 5º puesto
| Fecha            | Lugar              |      |                 | Resultado |                       |            |
| ---------------- | ------------------ | ---- | --------------- | --------- | --------------------- | ---------- |
| 15 de septiembre | Polinesia Francesa | Fiyi | Bandera de Fiyi | 15:1      | Bandera de Islas Cook | Islas Cook |

### Medalla de bronce
| Fecha            | Lugar              |        |                               | Resultado |                               |                    |
| ---------------- | ------------------ | ------ | ----------------------------- | --------- | ----------------------------- | ------------------ |
| 18 de septiembre | Polinesia Francesa | Tahití | Bandera de Polinesia Francesa | 8:1       | Bandera de Papúa Nueva Guinea | Papúa Nueva Guinea |

### Final
| Fecha            | Lugar              |                 |                            | Resultado |                    |                 |
| ---------------- | ------------------ | --------------- | -------------------------- | --------- | ------------------ | --------------- |
| 18 de septiembre | Polinesia Francesa | Nueva Caledonia | Bandera de Nueva Caledonia | 7:1       | Bandera de Francia | Nuevas Hébridas |

| Bandera de Nueva Caledonia |
| Campeón Nueva Caledonia    |
| Tercer título              |